# 格沃古韋克

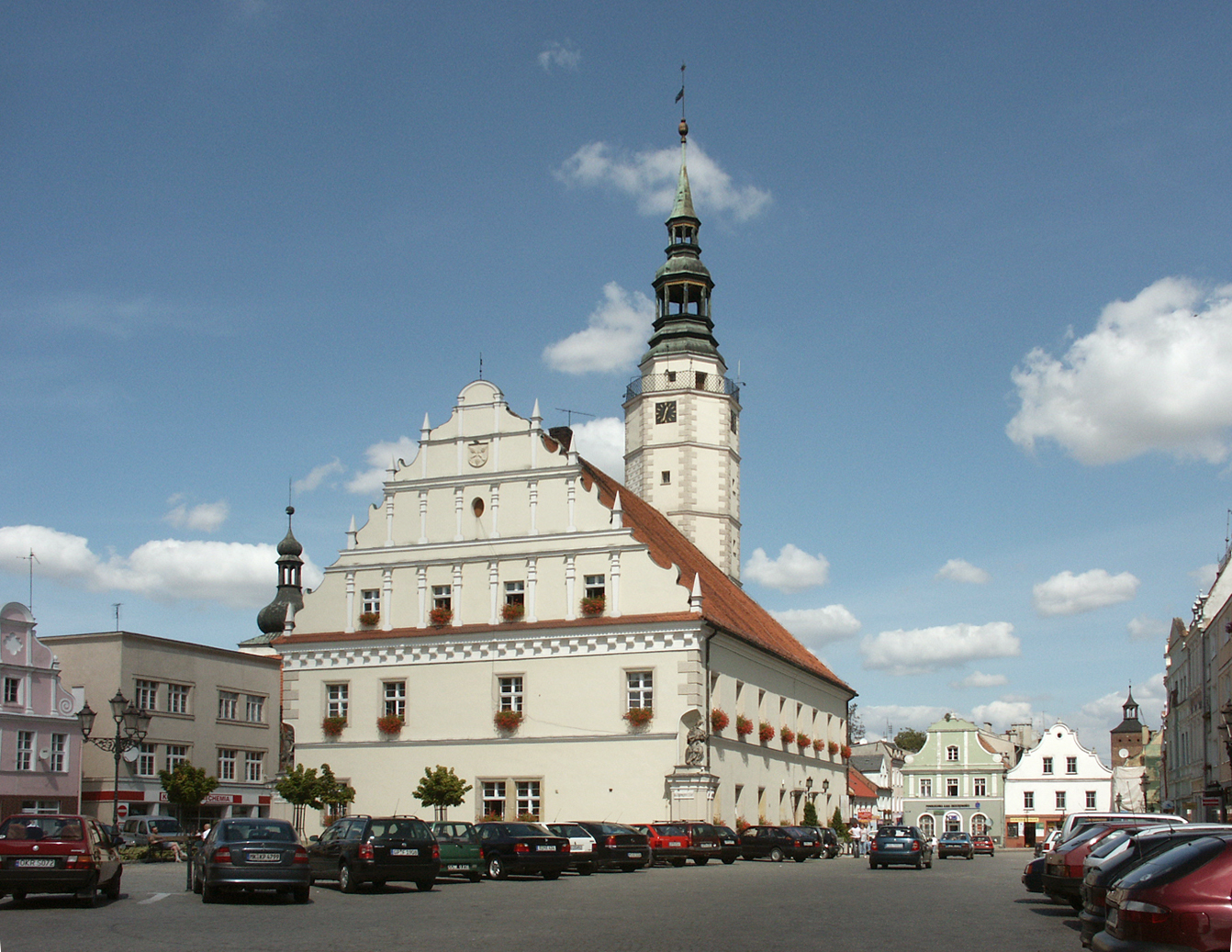

格沃古韋克（波蘭語：Głogówek，發音：[ɡwɔˈɡuvɛk]）是波蘭奧波萊省的城鎮，位於該國南部，毗鄰與捷克接壤的邊境，距離省会奧波萊35公里，始建於十一世紀，面積22.06平方公里，海拔高度212米，2006年人口5,816。

## 友好城市
- 法國 里贝拉克

## 外部連結
- （波兰語）, （德文） Official website of the city （页面存档备份，存于）
- （波兰語） Głogówek Online Information Portal of Głogówek Community
- Jewish Community in Głogówek （页面存档备份，存于） on Virtual Shtetl

50°22′N 17°52′E / 50.367°N 17.867°E